# 塔尔 (科多尔省)
塔尔（法語：Tart，法語發音：[taʁ]）是法国科多尔省的一个市镇，属于第戎区。该市镇于2019年由原市镇上塔尔和塔尔拉拜合并而成，行政中心位于上塔尔。

## 地理
塔尔（47°12'16"N, 5°12'22"E）面积13.68 平方千米，位于法国勃艮第-弗朗什-孔泰大區科多尔省，该省份为法国中东部省份，北起奥布省，西接涅夫勒省和约讷省，南至索恩-卢瓦尔省，东南接汝拉省，东临上索恩省，东北部与上马恩省接壤。
与塔尔接壤的市镇（或旧市镇、城区）包括：下塔尔、瓦朗日、马尔利安、隆日库尔昂普莱讷、埃希热、布拉泽昂普莱讷、蒙托、特鲁昂、特雷克兰、普吕韦。
塔尔的时区为UTC+01:00、UTC+02:00（夏令时）。

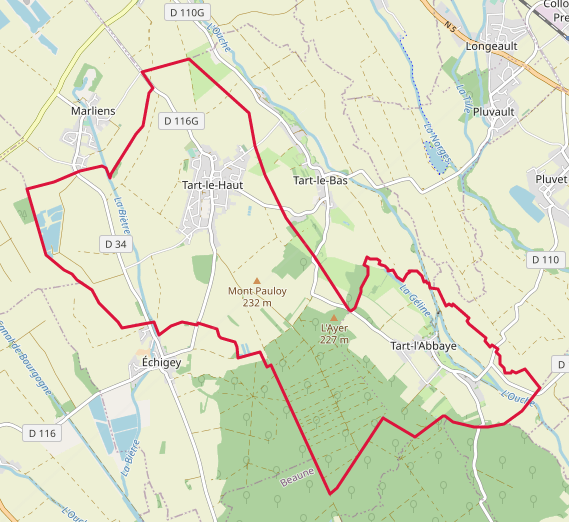
塔尔的OSM定位图

## 行政
塔尔的邮政编码为21110，INSEE市镇编码为21623。

## 政治
塔尔所属的省级选区为让利斯县。

## 人口
塔尔于2022年1月1日时的人口数量为1533人。